# Burgwald
Burgwald est une municipalité allemande située dans l'arrondissement de Waldeck-Frankenberg et dans le land de la Hesse. Elle se trouve à 30 km au nord de Marbourg.